# Icerya nigroareolata
Icerya nigroareolata är en insektsart som beskrevs av Robert Newstead 1917. Icerya nigroareolata ingår i släktet Icerya och familjen pärlsköldlöss.
Artens utbredningsområde är Uganda. Inga underarter finns listade i Catalogue of Life.